# 鈴木義治 (実業家)
鈴木 義治（すずき よしはる、1953年5月19日 - ）はトムス・エンタテインメント代表取締役社長、テレコム・アニメーションフィルム取締役会長。東京都出身。

## 経歴
- 1972年　-　早稲田実業学校高等部中退。
- 1992年11月　-　サミーに入社、アミューズメント事業本部副本部長兼アミューズメント開発部長となる
- 1994年6月　-　サミー取締役アミューズメント事業本部副本部長兼開発部長。
- 2000年6月　-　取締役退任。
- 2001年6月　-　取締役に再就任しAM事業本部管掌となる。
- 2002年6月　-　サミー常務取締役。
- 2004年2月　-　セガに移籍し取締役となる。
- 2004年6月　-　セガ常務取締役アミューズメント機器事業本部長。
- 2005年4月　-　セガ常務取締役AM統括本部副統括本部長。
- 2005年6月　-　セガ常務取締役AM統括本部長。
- 2007年6月　-　セガ海外事業部長。
- 2008年2月　-　セガ顧問。
- 2008年4月　-　セガトイズに移籍し顧問となる。
- 2008年6月　-　セガトイズ専務取締役。
- 2008年7月　-　セガトイズ専務取締役経営企画室長、新規事業部管掌。
- 2009年3月　-　セガトイズ専務取締役経営企画室長。
- 2009年9月　-　セガトイズ専務取締役経営企画室長 兼グループ統括室長
- 2009年12月　-　セガトイズ代表取締役社長
- 2014年4月1日　-　トムス・エンタテインメント代表取締役社長となる為、セガトイズは取締役に退く。

| スタブアイコン | サブスタブ | この項目は、まだ閲覧者の調べものの参照としては役立たない、人物に関連した書きかけの項目です。この項目を加筆・訂正などしてくださる協力者を求めています（P:人物伝/PJ:人物伝）。 |